# Papillaria bipinnata
Papillaria bipinnata är en bladmossart som beskrevs av C. Müller 1898. Papillaria bipinnata ingår i släktet Papillaria och familjen Meteoriaceae. Inga underarter finns listade i Catalogue of Life.